# گودی قرقره‌ای
گودی قرقره‌ای یا حفره تروکلئار (Trochlear fovea) فرورفتگی خفیفی بر روی سطح چشمخانه‌ای قدامی میانی صفحه چشمخانه‌ای استخوان پیشانی است. به گودی قرقره‌ای، قرقره (تروکلئای) ماهیچه مایل بالایی متصل است.